# Andrzej Sobczyk
Andrzej Stanisław Sobczyk (ur. 5 maja 1948 w Wyszogrodzie) – polski inżynier mechanik, specjalista w zakresie maszyn roboczych ciężkich, ich napędu i sterowania. Profesor Politechniki Krakowskiej.

## Życiorys
Urodził się 5 maja 1948 w Wyszogrodzie koło Opatowca. Maturę uzyskał w 1966 w XII Liceum Ogólnokształcącym im. Bolesława Chrobrego we Wrocławiu. W 1972 ukończył studia z zakresu mechaniki (maszyny robocze ciężkie) na Politechnice Krakowskiej. Stopień doktora nauk technicznych w dziedzinie mechanika uzyskał w Politechnice Krakowskiej w 1990 na podstawie pracy Wykorzystanie sygnału pseudolosowego do identyfikacji modelu matematycznego przekładni hydrostatycznej (promotor: prof. Kazimierz Szewczyk). Habilitował się w 2012 na podstawie pracy Improvement of hydraulic system efficiency by means of energy recuperation (Poprawa sprawności hydraulicznych układów napędowych maszyn przez zastosowanie układów z rekuperacją energii) w dyscyplinie budowa i eksploatacja maszyn (specjalność: napęd i sterowanie hydrauliczne).
W 1972 podjął pracę w Politechnice Krakowskiej w Instytucie Mechaniki i Postaw Konstrukcji przekształconym w 2003 w Instytut Konstrukcji Maszyn, w którym pełnił funkcję zastępcy dyrektora i kierował Pracownią Napędów Hydraulicznych. Od 2001 był koordynarorem współpracy z amerykańską firmą Caterpillar. W 2013 otrzymał stanowisko profesora Politechniki Krakowskiej. Od 2017 jest związany z Laboratorium Badań Technoklimatycznych i Maszyn Roboczych Politechniki Krakowskiej o szerokiej współpracy międzynarodowej.
Odbył staże naukowe w Uniwersytecie Surrey, w Duńskim Uniwersytecie Technicznym, także w szwajcarskiej firmie Sulzer i w American Medical Testing Laboratories w Hollywood.

## Działalność naukowa
Zajmuje się głównie badaniami i doskonaleniem maszyn z napędem hydraulicznym mogących pracować w ekstremalnych warunkach klimatycznych, jak również oszczędnością energii w napędach hydraulicznych. Prowadził także badania nad stosowaniem wysokociśnieniowej hydrauliki wodnej. Analizował możliwości nowych konstrukcji i stosowania IT w sterowaniu i automatyzacji maszyn. Zajmował się problemami rozwoju maszyn budowlanych i drogowych oraz pojazdów terenowych.
Jest członkiem zarządu Global Fluid Power Society, wiceprzewodniczącym Sekcji Naukowo-Technicznej „Maszyn Roboczych i Ciężkich i Transportu Bliskiego” oraz członkiem zarządu Sekcji Naukowo-Technicznej „Sterowania i Napędu Hydraulicznego” Stowarzyszenia Inżynierów i Techników Mechaników Polskich. Zainicjował współpracę pomiędzy Politechniką Krakowską a Purdue University w USA i Monash University w Australii.
Jest członkiem komitetów redakcyjnych czasopism „International Journal of Fluid Power”, „International Journal of Applied Mechanics and Engineering” i „Hydraulika i Pneumatyka”. Był promotorem jednego doktoratu oraz recenzentem dwóch prac habilitacyjnych i 12 prac doktorskich.

## Odznaczenia i wyróżnienia
Został odznaczony Srebrnym Krzyżem Zasługi (2004), Medalem Komisji Edukacji Narodowej, Złotym Medalem za Długoletnią Służbę, Honorową i Złotą Odznaką Politechniki Krakowskiej, Złotą Honorową Odznaką SIMP i Medalem Zasłużony dla Politechniki Krakowskiej. Nagrodę Ministra Nauki i Szkolnictwa Wyższego otrzymał w 2015. W 2022 otrzymał najwyższe wyróżnienie Stowarzyszenia Inżynierów i Techników Mechaników Polskich – Odznakę im. Henryka Mierzejewskiego.